# Sanssouci
Sanssouci (franska: sorgenfri) är ett slott och en park i Potsdam utanför Berlin.
Sanssouci uppfördes 1745–1747 av Fredrik den store som sommarresidens och ritades av arkitekten Georg Wenzeslaus von Knobelsdorff. Det utökades 1826–1828 enligt planer utförda av Peter Joseph Lenné. Flera medlemmar av kungafamiljen bebodde slottet under många år, men efter Fredrik Vilhelm IV av Preussens död 1861 blev det så småningom ett museum.
I parken, som rymmer många fontäner och skulpturer, finns flera berömda byggnadsverk av stor historisk betydelse. Bland annat tehuset i rokokostil och lustslottet Charlottenhof ritat av Karl Friedrich Schinkel.
Slottet ingår i världsarvet Palats och parker i Potsdam och Berlin.

## Namnet
Palatsets namn Sanssouci, av franska "sans souci", som betyder "utan bekymmer" eller "utan sorger". Jämför andra samtida slott, till exempel Sorgenfri slott i Danmark.

## Bilder

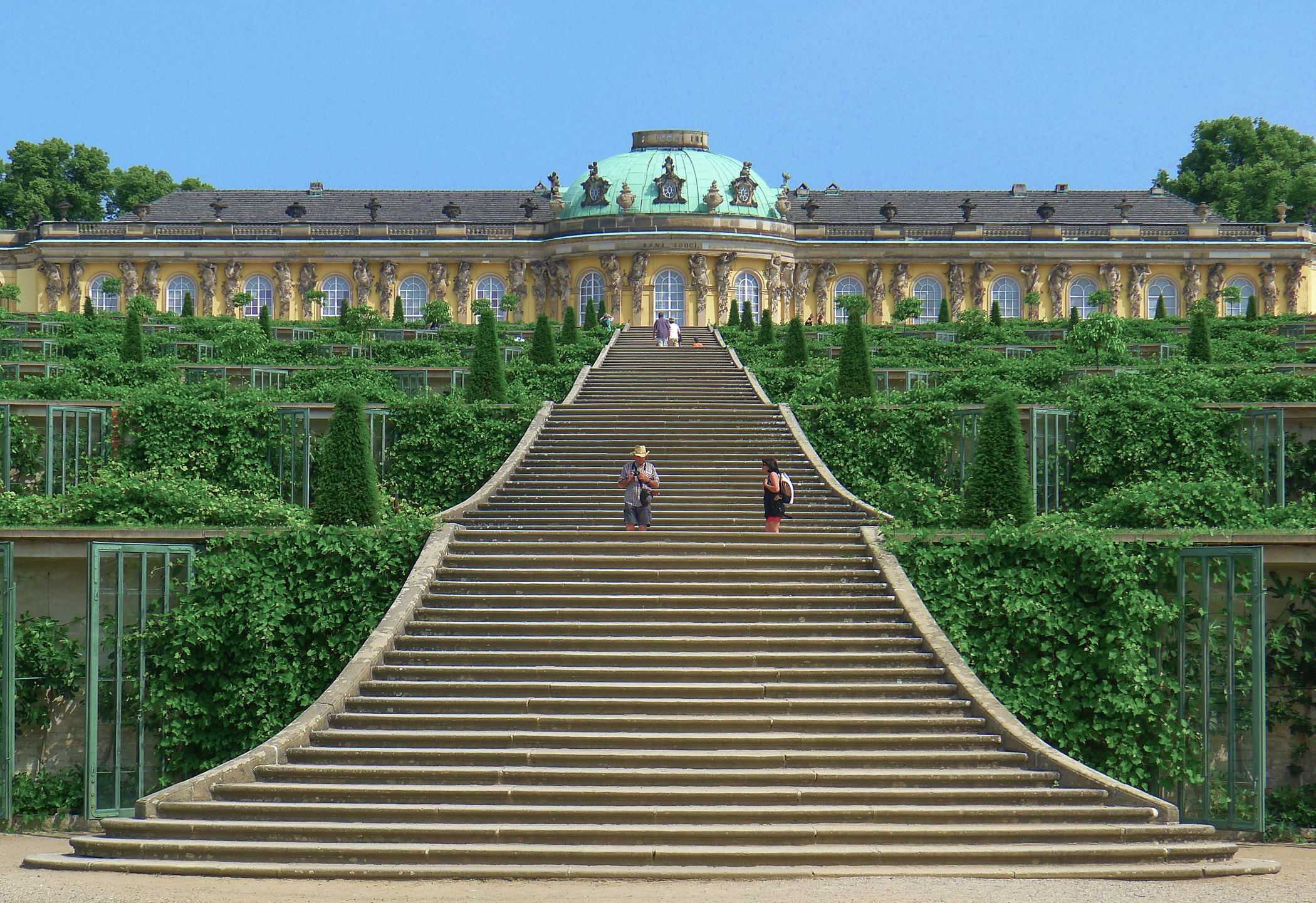
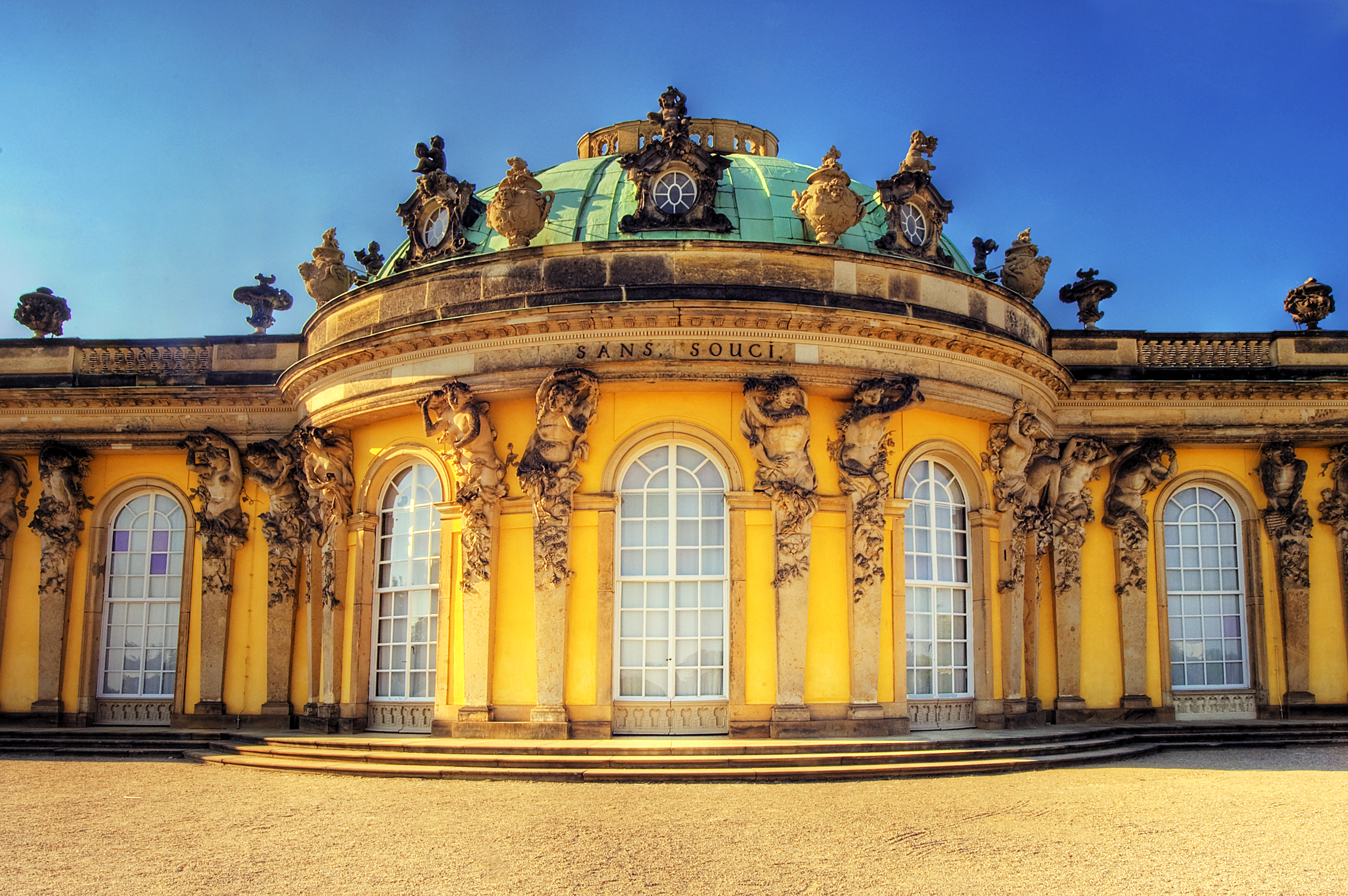
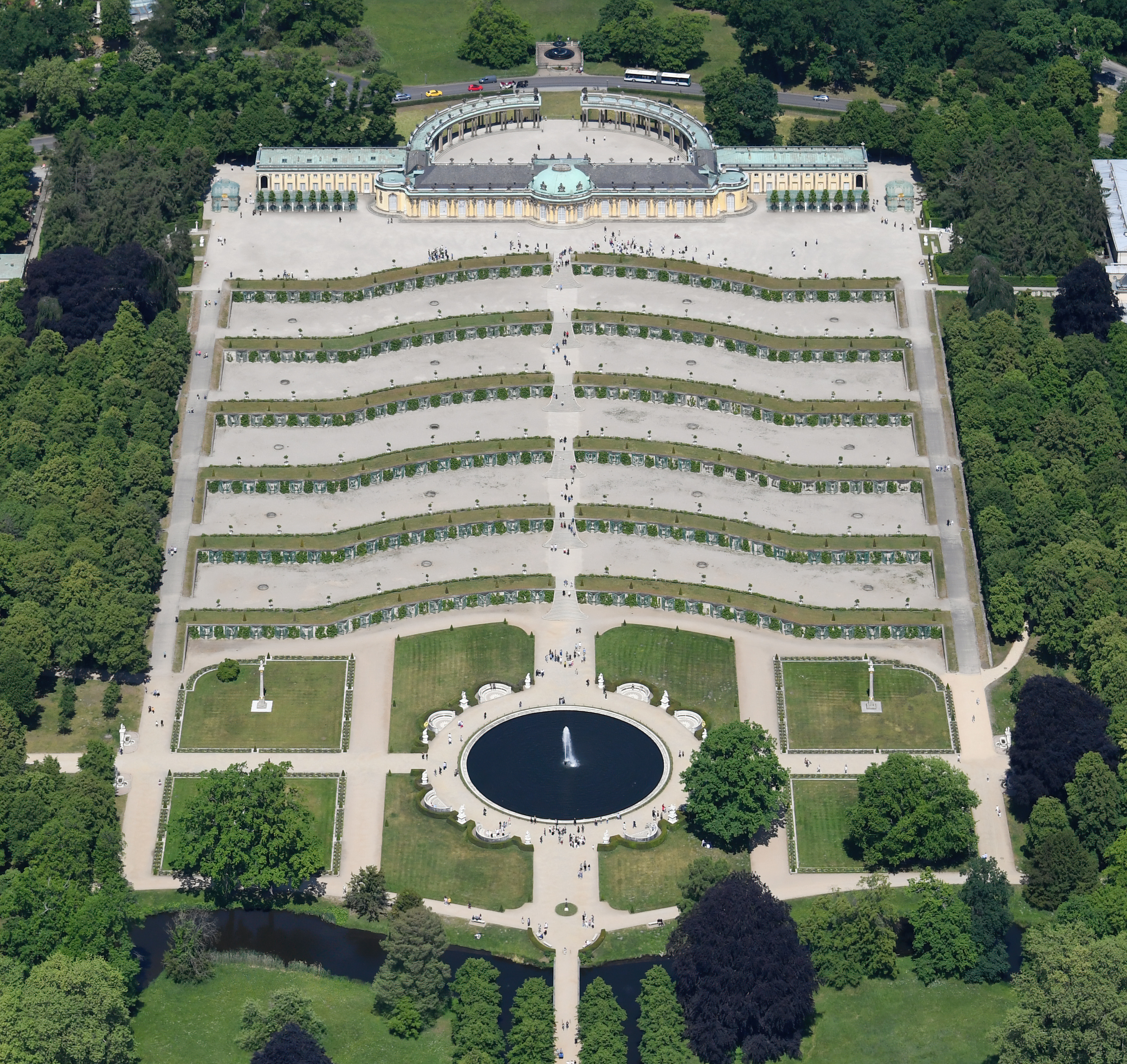
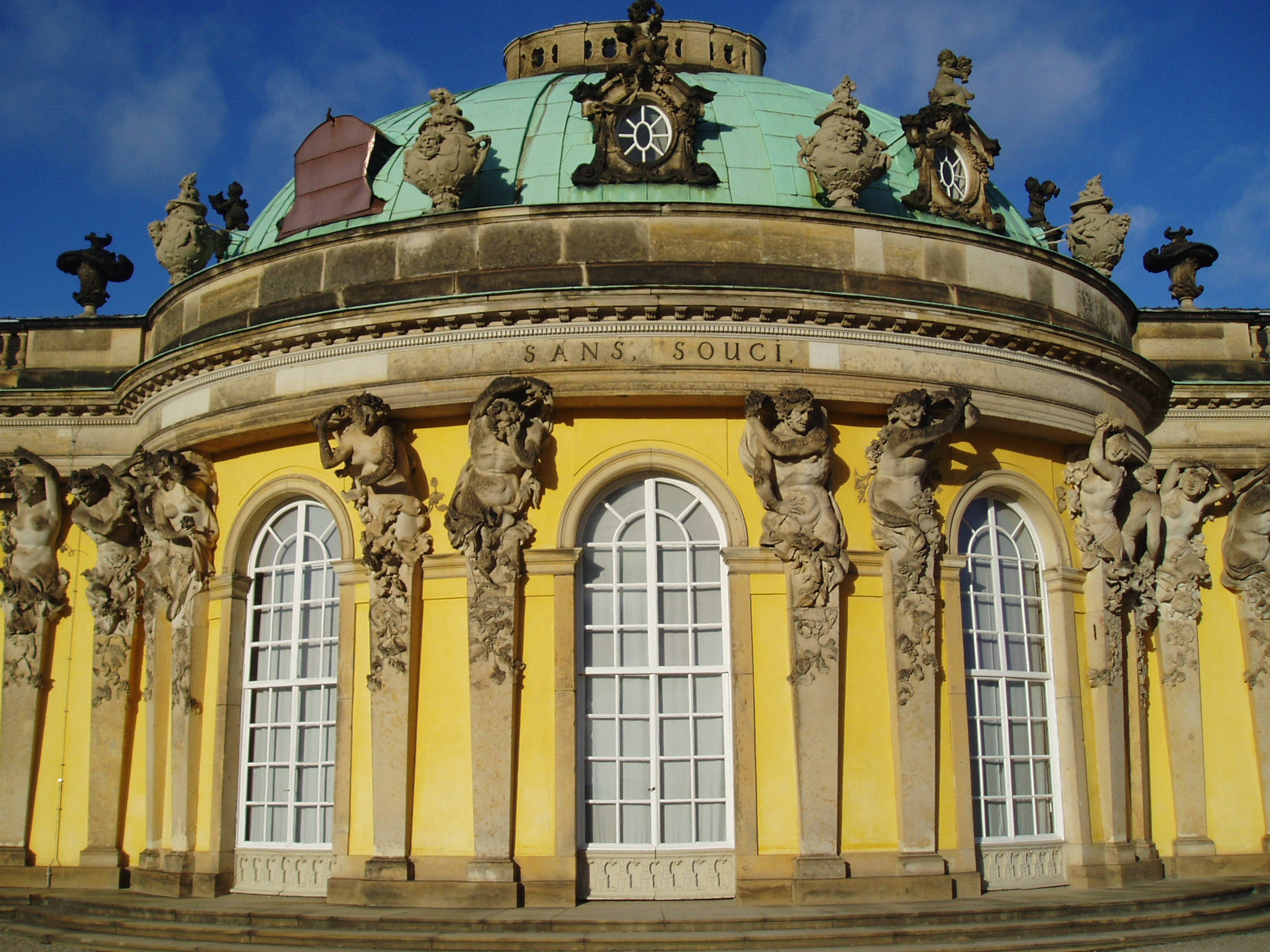
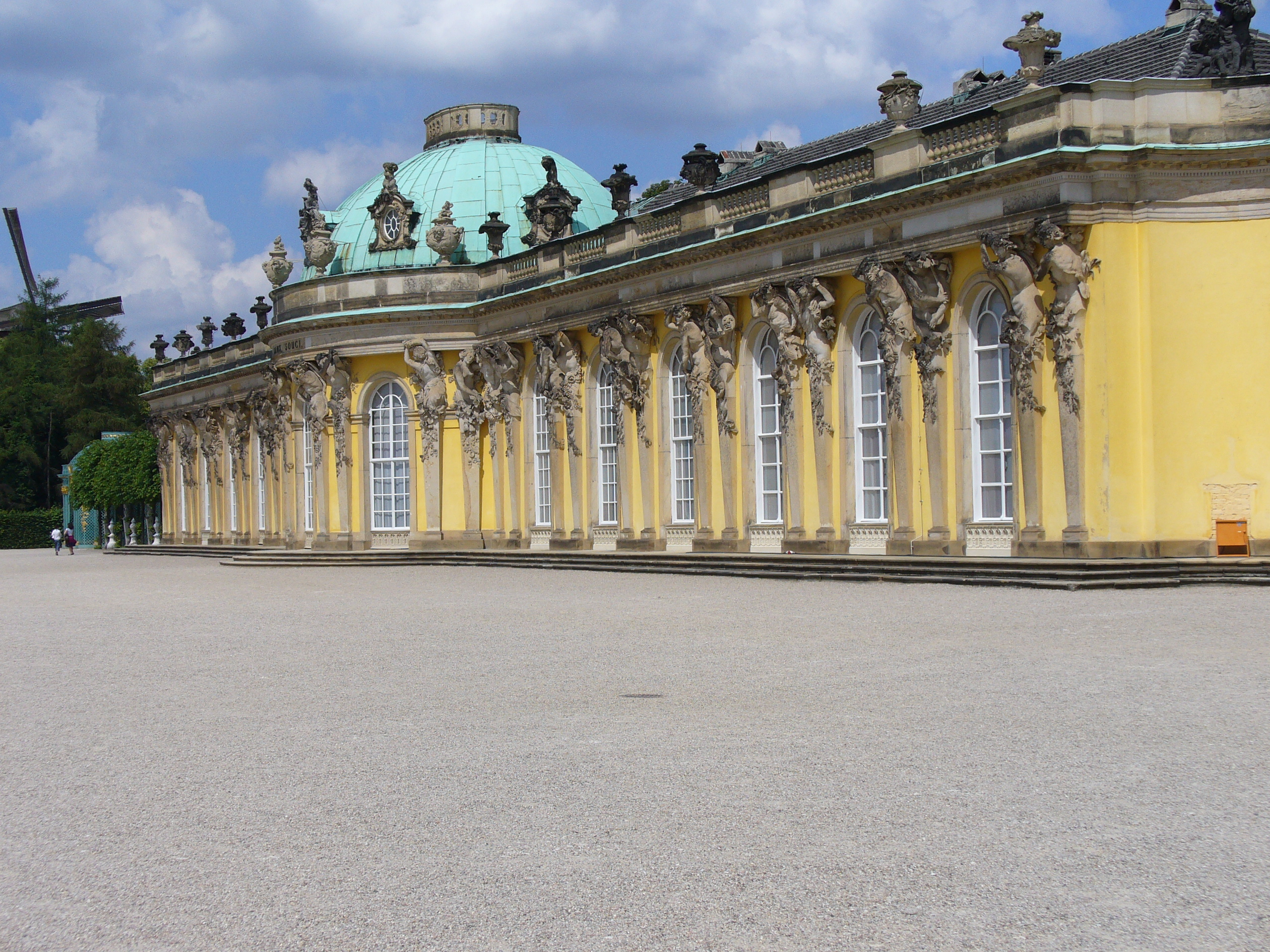